# Bellibos buzwilsoni
Bellibos buzwilsoni är en kräftdjursart som beskrevs av Haugsness och Robert Raymond Hessler 1979. Bellibos buzwilsoni ingår i släktet Bellibos och familjen Eurycopidae. Inga underarter finns listade i Catalogue of Life.